# Diocèse de Christchurch

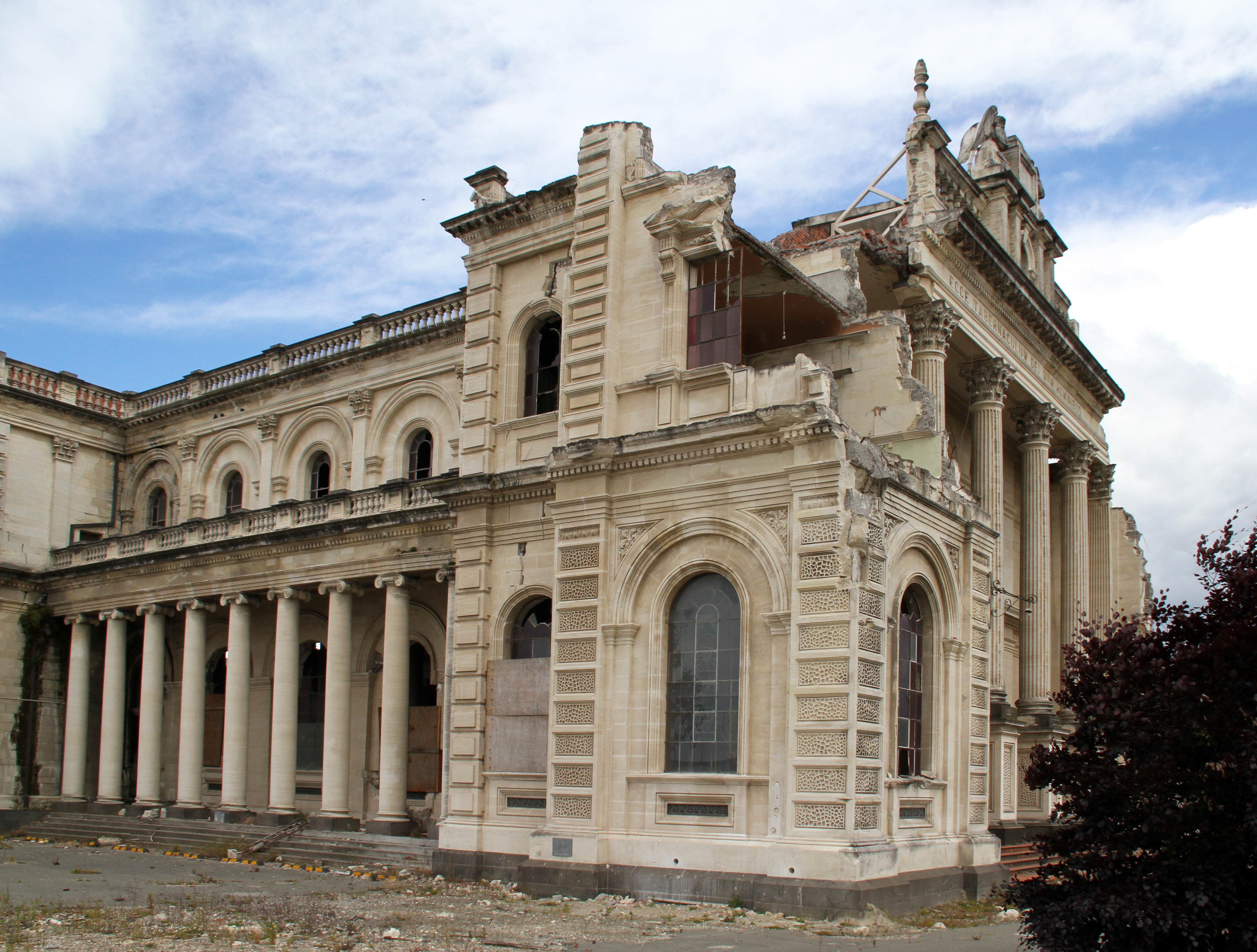
Vue de la cathédrale en 2016 avec ses éboulements.

Le diocèse de Christchurch (Dioecesis Christopolitana) est un territoire ecclésiastique de l'Église catholique en Nouvelle-Zélande, suffragant de l'archidiocèse de Wellington. Il est tenu par Mgr Michael Andrew Gielen, depuis le 22 mai 2022.

## Territoire
Le diocèse comprend la ville de Christchurch où se trouve la cathédrale du Très-Saint-Sacrement, consacrée en 1905, fermée le 4 septembre 2010 après le tremblement de terre de Canterbury, puis à moitié détruite par le tremblement de terre de février 2011 (les deux clochers tombent et le dôme qui s'est à moitié effondré est démoli en octobre suivant, tandis que le chevet est détruit). En attendant sa reconstruction partielle, c'est à la pro-cathédrale Sainte-Marie que siège l'évêque. Son territoire est subdivisé en 27 paroisses.

## Histoire
Le diocèse est érigé le 5 mai 1887, recevant son territoire du diocèse de Wellington élevé en archidiocèse, le 10 mai suivant. Christchurch en devient donc suffragant.

## Statistiques
- En l'an 2000, le diocèse comptait 64 629 baptisés pour 548 793 habitants (11,8%) servis par 78 prêtres (54 séculiers et 24 réguliers), 46 religieux et 190 religieuses dans 50 paroisses[3].
- En 2016, il comptait 67 824 baptisés pour 574 755 habitants (11,8%) servis par 66 prêtres (50 séculiers et 16 réguliers), 38 religieux et 100 religieuses dans 27 paroisses[4].